# King & Balloon
King & Balloon es un videojuego arcade publicado por Namco en 1980. Fue uno de los primeros videojuegos en emplear síntesis de voz.

## Descripción
El jugador controla dos hombres de color verde (presumiblemente soldados del ejército del rey) con un cañón anaranjado que dispara a los escuadrones de globos descendientes. Se debe proteger al rey y evitar de que éste sea atrapado y alejado de la tierra firme por los globos. A diferencia de la mayoría de los juegos, el cañón del jugador puede ser destruido un número ilimitado de veces; es el rey quien debe ser protegido. El juego finaliza cuando el rey fue secuestrado exitosamente tres veces.